# Емил Конрад
Емил Конрад е български влогър, писател и ютюбър.

## Биография
Роден е в София на 24 май 1989 г.
Осиновен е на 1 година, като никога не се запознава с биологичните си родители.
Качва първите си видеозаписи в интернет през 2006 г., когато е на 17 години, първоначално на английски език. Голяма популярност набира няколко години по-късно, когато, вече на български, в своите клипове започва да разказва по забавен и атрактивен начин за нещата, които му се случват в реалния живот. Снима в дома си и сам обработва видеата си. Създава различни персонажи, най-известният от които е Силвето.
През пролетта на 2016 г. по данни на издателство „Егмонт България“ има над 320 хиляди фенове във „Фейсбук“, над 400 хиляди абонати в „Ютюб“ и над 18 във vBox7. Емил има и втори канал, който се казва MoreEmil, който достига 100 хиляди абонати, което дава на Конрад втори сребърен бутон от „Ютюб“.
Най-гледаното му видео е пародията на „Момиче като мен“ на Гери-Никол, „Правя мусака“ с малко повече от 1 милион гледания.
На 2 ноември 2016 г. Сантра издава песента си „Маскарад“, със специалното участие на Емил. През 2020 г. Конрад играе и в телевизионното предаване „Стани богат“.
През 2023 г. озвучава героя "Роналдо" в анимационния филм „Моята непослушна фея“ за студио „Про Филмс“.

## Личен живот
През 2017 г. Емил Конрад споделя, че е бил осиновен. През 2022 г. разкрива, че е гей и е обвързан с приятеля си.